# Grupo Khronos
El Khronos Group es un consorcio industrial financiado por sus miembros enfocado a la creación de API estándares abiertas y libres de regalías que permiten la creación y reproducción multimedia en un amplio abanico de plataformas y dispositivos. Todos los miembros de Khronos pueden contribuir al desarrollo de las especificaciones de las API, tienen el poder de votar en diversas etapas antes de la publicación de las mismas, y pueden acelerar la llegada de sus plataformas y aplicaciones 3D gracias al acceso temprano a los bocetos de las especificaciones y a los tests de conformidad.
El 31 de julio de 2006 se anunció en SIGGRAPH que el control de la especificación de OpenGL pasaría desde la junta de revisión de la arquitectura OpenGL a este grupo.
Un artículo en SPIE Electronic Imaging 2006 Multimedia on Mobile Devices da un resumen de muchas API móviles, mayormente procedentes de Khronos.

## Grupos de trabajo
- COLLADA, un formato de ficheros cuyo objetivo es facilitar el intercambio de activos 3D.
- OpenCL, una API de computación multiplataforma.[4]
- OpenGL, una API multiplataforma para gráficos por computadora.
- OpenGL ES, una variante de OpenGL apropiada para teléfonos móviles, consolas portátiles y más.
- OpenKODE, una API para abstraer recursos del sistema operativo, incluyendo acceso al sistema de ficheros y operaciones matemáticas.
- OpenMAX, una interfaz de programación en tres capas de diversos niveles de abstracción que proporcionan acceso a funcionalidad multimedia.
- OpenML, una API para "capturar, transportar, procesar, mostrar y sincronizar medios digitales".
- OpenSL ES, una API de audio ajustada para dispositivos integrados que estandariza el acceso a funcionalidad tal como audio 3D posicional y reproducción MIDI.
- OpenVG, una API para acelerar el procesamiento de gráficos 2D vectoriales.
- OpenWF, API para composición de gráficos 2D y control del display.
- Vulkan , API que se espera que sustituya a OpenGL